# Jon Henrik Fjällgren
Jon Henrik Fjällgren (Cali, Colombia, 26 de abril de 1987) es un cantante sueco-lapón de origen colombiano.

## Biografía
Nacido en la ciudad colombiana de Cali, el día 26 de abril de 1987. Desde muy joven ha vivido en una población indígena de Colombia y posteriormente entró en un orfanato. Tiempo más tarde fue adoptado por una familia sueca perteneciente al pueblo lapón ("o sami") y junto a ellos se trasladó a Suecia, donde empezó a vivir en una siida, que es un tipo de comunidad sami, en este caso en la localidad de Mittådalen. 
Allí estuvo trabajando como pastor de renos. Jon ha revelado en varias entrevistas, que cuando era un niño sufrió bullying por el motivo de tener la piel más oscura y por ser un sami. Todo el acoso escolar que sufría acabó cuando llegó a la adolescencia.
Desde siempre ha sido un gran aficionado de la música. Cuando tenía 14 años de edad, comenzó a cantar canciones tradicionales locales y ese mismo año ganó un premio musical cuando cantó en presencia del rey Carlos XVI Gustavo de Suecia y la reina Silvia de Suecia que acudían a una celebración religiosa en la iglesia del municipio de Funäsdalen. 
Cuando tenía 16 años en 2005, lanzó en edición limitada el que fue su primer álbum debut, titulado "Onne Vielle".
A los 26 años participó en la sexta edición de la versión sueca del concurso televisivo Got Talent, ("Talang Sverige 2014") emitido por el canal TV3. En este concurso se dio a conocer y ganó una gran popularidad por todo el país, con sus canciones tradicionales sami. Cabe destacar que su actuación más famosa fue la conmovedora interpretación de la canción que él mismo escribió "Daniel's Joik", dedicada a su mejor amigo, Daniel, quien murió a causa de la diabetes. Finalmente logró ganar el concurso y de premio recibió en metálico la cantidad total de 1 millón de coronas suecas, dinero que utilizó para crear una fundación contra la diabetes en honor a su amigo fallecido, Daniel.
Después de ganar el concurso, rápidamente firmó un contrato discográfico con Sony Music Entertainment (SME) y el día 19 de mayo de 2014 lanzó su segundo álbum de estudio, titulado Goeksegh, basado principalmente en las canciones interpretadas durante el programa. Este disco se posicionó en el puesto número 6 de la lista oficial Sverigetopplistan y la Asociación Sueca de la Industria de la Grabación (Grammofonleverantörernas förening) le otorgó la certificación de disco de oro.
El 31 de mayo de ese mismo año, ganó el festival de cultura sami "Saepmie Welcomes Festival", que coincidió con la Copa Mundial de Fútbol de ConIFA de 2014 que se celebró en la misma ciudad, Östersund. En el mes de junio interpretó la canción con la que ganó el festival, en el famoso concierto de verano "Allsång på Skansen" que tiene lugar al aire libre en el Museo Skansen de la Isla Djurgården en Estocolmo y que es transmitido en directo por la primera cadena Sveriges Television (SVT).
Al año siguiente fue candidato en la selección nacional Melodifestivalen 2015, con la canción "Jag är fri (Manne leam frijje)". Fue elegido como finalista en la tercera semifinal y en la gran final celebrada en el Friends Arena, tras el resultado del jurado y del televoto se posicionó en segundo lugar por detrás del ganador Måns Zelmerlöw.
El 28 de febrero lanzó su tercer álbum titulado "Goeksegh - Jag är fri". Consiguió colocarse en el puesto número 1 de las listas y volvió a lograr la certificación de disco de oro.
En 2017, junto a la cantante Aninia, fue candidato en el Melodifestivalen 2017, con la canción "En värld full av strider". Ambos forman el dúo Jon Henrik Fjällgren ft. Aninia. Pasaron a la final aunque su canción no resultó elegida, finalizando en tercer lugar.
En el Melodifestivalen 2019 participó con la canción "Norrsken", y en Melodifestivalen 2023 con el tema “Where You Are (Sávežan)”, junto a Arc North y Adam Woods. En ambas ocasiones finalizó en cuarto lugar. 
Con sus cuatro exitosas contribuciones al Melodifestivalen, Jon Henrik Fjällgren es el cantante sami de mayor renombre en el Festival, contando siempre con un gran apoyo del público.